# Roots Hall
Das Roots Hall Stadium (kurz: Roots Hall) ist ein Fußballstadion in Southend-on-Sea, Grafschaft Essex im Osten von England. Der Fußballclub Southend United ist Besitzer und trägt dort seine Heimspiele aus. Das 1955 eröffnete Stadion fasst heute 12.392 Zuschauer auf den komplett überdachten Tribünen. Seit 2006 bestehen Pläne für den Bau eines neuen Stadions mit dem Namen Fossetts Farm Stadium und 22.000 Plätzen. 2008 erhielt der Verein die Baugenehmigung. Im August 2010 wurde bekannt, dass mit dem Bau innerhalb der nächsten zwölf Monate begonnen werden soll. Bis zum Frühjahr 2016 lässt der Beginn der Arbeiten auf sich warten.

## Tribünen
- The EBM-PAPST Stand (East Stand): 2.878 Plätze, Haupttribüne, Ost[4]
- The Paul Robinson West Stand (West Stand): 3.337 Plätze, Gegentribüne, West
- North Stand: 2.248 Plätze, Hintertortribüne, Nord
- The Hi-Tec Stand (South Stand)  2.964 Plätze, Hintertortribüne, Süd